# Myotis chiloensis
Myotis chiloensis is een zoogdier uit de familie van de gladneuzen (Vespertilionidae). De wetenschappelijke naam van de soort werd voor het eerst geldig gepubliceerd door Waterhouse in 1840.

## Voorkomen
De soort komt voor in Argentinië en Chili.